# سيراس كي. هوليداي
سيراس كي. هوليداي هو سياسي أمريكي، ولد في 3 أبريل 1826 في بنسيلفانيا في الولايات المتحدة، وتوفي في 29 مارس 1900. نشط حزبياً في الحزب الجمهوري. وقد انتخب عضو مجلس ولاية كانساس ‏.